# Lexus GS
Lexus GS er en øvre mellemklassebil fra den japanske bilfabrikant Lexus. Bilen kom på markedet i Japan i efteråret 1991, og i Europa og USA i foråret 1993. GS skulle lukke hullet mellem Lexus-modellerne IS og LS.

## Første generation (1991−1997)
Karrosseriet på den første generation var tegnet af Italdesign Giugiaro, og bilen kom på markedet i Japan i oktober 1991 under navnet Toyota Aristo. Modellen fandtes med to 3,0-liters sekscylindrede rækkemotorer, den ene med biturbo. Fra 1992 fandtes også en V8-motor med luftaffjedring og firehjulstræk. På eksportmarkederne fandtes kun den normale 3,0-litersmotor.
GS skulle lukke hullet som LS havde efterladt, eftersom LS var koncepteret som luksusbil.

## Anden generation (1997−2005)
Den anden generation af Lexus LS kom på markedet i sommeren 1997, i Japan igen som Toyota Aristo. De interne koder for disse modeller var JZS160 og JZS161. Motorerne var igen 3,0-liters sekscylindrede rækkemotorer. Biturbo-versionen kunne som ekstraudstyr fås med elektronisk firehjulsstyring og automatgear med manuel skiftemulighed. Modellen fandtes ikke med firehjulstræk. Designet var udviklet af Toyota selv.
På det amerikanske marked fandtes den stærkere udgave GS 400 med V8-motor med en effekt på 224 kW (305 hk).
I slutningen af 2000 gennemgik GS et facelift med bl.a. nye baglygter, ny kølergrill og nye forlygter. Ligeledes introduceredes forlygter med xenonlys. Kabinen blev ligeledes modificeret og fik navigationssystem med touchscreen. Automatgearet med manuel skiftemulighed kunne nu også fås til GS 300. GS 430, en modificeret GS 400, kunne nu også fås i Europa.

## Tredje generation (2005−2012)
Den tredje generation af GS blev introduceret i starten af 2005 på North American International Auto Show og kom på markedet i april 2005 med modellerne GS 300 (type GRS190) med 3,0-litersmotor med direkte benzinindsprøjtning og GS 430 (type UZS190) med den kendte 4,3-liters V8-motor. I modsætning til forgængerne hed modellen ikke længere Toyota Aristo i Japan, men derimod Lexus GS over hele verden.
På New York International Auto Show 2005 introduceredes modellen GS 450h (type GWS191) med hybriddrift, som kom på markedet i 2006. Driften blev varetaget af dels en 3,5-liters V6-motor med kombineret direkte- og multipoint-indsprøjtning og en elektromotor samt en trinløs gearkasse. På grund af de større batterier blev bagagerummet mindre.
GS 450h vejede 1940 kg. Modellen havde en topfart på 250 km/t og accelererede fra 0 til 100 km/t på 5,9 sekunder. Brændstofforbruget var af Lexus opgivet til 7,7 liter pr. 100 km. I modsætning til andre hybridbiler som Toyota Prius havde GS 450h ikke et lavere brændstofforbrug ved bykørsel (9,3 l/100 km) end ved landevejskørsel (7,1 l/100 km).
I maj 2008 introduceredes den nye GS 460 med 4,6-liters V8-motor med 255 kW (347 hk), 460 Nm drejningsmoment og ottetrins automatgear. GS 460 fik i starten af 2009 et diskret facelift (større udsnit på fjernlyslygterne) og afløste GS 430.
I midten af 2012 udgik denne GS-serie af produktion.
- Bagfra
- Lexus GS 450h 
 (2009–2012)
- Cockpit

## Fjerde generation (2012−)
I august 2011 introduceredes fjerde generation af GS i Californien i 350-udgaven med firehjulstræk. På Frankfurt Motor Show 2011 fulgte hybridudgaven 450h. Som yderligere motorvariant introduceredes GS 250 med 2,5-liters V6-motor. En yderligere hybridudgave er planlagt.
Modellen kom på markedet i Europa den 16. juni 2012.

### Tekniske data
| Model        | Cylindre | Slagvolume cm³ | Max. effekt kW (hk) / omdr. | Max. drejningsmoment Nm / omdr. | 0-100 km/t sek. | Topfart km/t | Byggeår  |
| ------------ | -------- | -------------- | --------------------------- | ------------------------------- | --------------- | ------------ | -------- |
| GS 250       | 6        | 2500           | 154 (209) / 6400            | 253 / 4800                      | 8,6             | 230          | 6/2012 − |
| GS 350 (USA) | 6        | 3456           | 225 (306)                   | 370 / 4800                      | ca. 7,0         | 250          | 6/2012 − |
| GS 450h      | 6        | 3456           | 252 (343)                   | 345 / 4600                      | 5,9             | 250          | 6/2012 − |